# Getta baetifica
Getta baetifica är en fjärilsart som beskrevs av Druce 1898. Getta baetifica ingår i släktet Getta och familjen tandspinnare. Inga underarter finns listade i Catalogue of Life.